# 柱果秋海棠
柱果秋海棠（学名：Begonia cylindrica）是秋海棠科秋海棠属的植物，是中国的特有植物。分布于中国大陆的广西等地，多生于山谷、石灰岩石上以及林下，目前已由人工引种栽培。